# Gunnar Lundquister
Frans Gunnar Adolf Lundquister, född 31 oktober 1908 i Skövde församling i Skaraborgs län, död 26 mars 1999 i Östra Torns församling i Skåne län, var en svensk ämbetsman.

## Biografi
Lundquister avlade studentexamen 1927, ekonomisk examen vid Handelshögskolan i Stockholm 1931 och filosofie kandidat-examen vid Stockholms högskola 1938. Åren 1931–1938 hade han olika anställningar i näringslivet och 1939–1946 statliga anställningar. Han var direktörsassistent vid Aktiebolaget Nyköpings Automobilfabrik 1946–1955. Åren 1955–1968 tjänstgjorde han i Inköpsavdelningen vid Armétygförvaltningen (1964 namnändrad till Arméförvaltningen): som byrådirektör och chef för Inköpssektionen 1955–1962, som avdelningsdirektör 1962–1966 och som inköpsdirektör och chef för avdelningen 1966–1968. Han var 1968–1972 inköpsdirektör och chef för Inköpsavdelningen i Armématerielförvaltningen i Försvarets materielverk.